# Горна Отуля
Горна Отуля (на сръбски: Горња Отуља или Gornja Otulja) е село в Югоизточна Сърбия, Пчински окръг, Град Враня, община Враня.

## География
Селото се намира в планински район. Разположено е край двата бряга на Горноотулската река. Отстои на 13,7 км южно от общинския и окръжен център Враня, на 800 м. южно от село Преображене, на 4,4 км северно от село Копаняне и на изток от село Горно Жабско.

## История
Към 1903 г. селото е съставено от две махали – Ковачевската и Дикерската и има 23 къщи.
По време на Първата световна война селото е във военновременните граници на Царство България, като административно е част от Вранска околия на Врански окръг.
От дясната страна на Горноотулската река се намират останките на старо селище.

## Население
Според преброяването на населението от 2011 г. селото има 5 жители.

### Етнически състав
Данните за етническия състав на населението са от преброяването през 2002 г.
- сърби – 13 жители (100%)